# As Sayyani (huyện)
Huyện As Sayyani là một huyện thuộc tỉnh Ibb, Yemen. Đến thời điểm năm 2003, huyện này có dân số 110515 người